# OTB International Open 1994
OTB International Open 1994 — тенісний турнір, що проходив на відкритих кортах з твердим покриттям. Належав до турнірів серії World в рамках Туру ATP 1994. Відбувся в Скенектаді (США) з 22 до 29 серпня 1994 року.

## Фінальна частина

### Одиночний розряд
Якко Елтінг —  Чак Адамс 6–3, 6–4
- Для Елтінга це був 3-й титул за сезон і 18-й - за кар'єру.

### Парний розряд
Ян Апелль /  Йонас Бйоркман —  Якко Елтінг /  Паул Гаргейс 6–4, 7–6
- Для Апелля це був 3-й титул за сезон і 4-й - за кар'єру. Для Бйоркмана це був 3-й титул за сезон і 3-й - за кар'єру.